# N565 (België)
De N565 is een korte gewestweg in Charleroi, België tussen de N577 en de N5. De weg heeft een lengte van ongeveer 400 meter.
De gehele weg heeft twee rijstroken in beide rijrichtingen samen zonder rijstrookmarkeringen.